# Aegithalos fuliginosus
Il codibugnolo fuligginoso (Aegithalos fuliginosus (Verreaux, 1869)) è un uccello passeriforme della famiglia Aegithalidae.

## Etimologia
Il nome scientifico della specie, fuliginosus, deriva dal latino e significa "ricoperto di fuliggine", in riferimento alla livrea di questi uccelli: il loro nome comune altro non è che la traduzione di quello scientifico.

## Descrizione

### Dimensioni
Misura 11,5 cm di lunghezza, per 4-8 g di peso.

### Aspetto
Si tratta di uccelletti dall'aspetto paffuto e arrotondato, muniti di grossa testa arrotondata con corto becco conico dalla mandibola superiore lievemente ricurva verso il basso, ali corte ma appuntite e coda lunga quasi quanto il corpo e dall'estremità cuneiforme.
Il piumaggio è di color caffè sulla parte superiore del petto e sui lati di quest'ultimo, nonché su nuca, dorso, ali e coda: i fianchi sono grigio-brunastri, mentre la parte centrale del petto, il ventre ed il sottocoda sono di color bianco candido. La gola e il sopracciglio sono anch'essi di colore bianco, mentre il resto della testa è di color grigio-argenteo scuro: alla base del collo è presente una banda bianca che forma una sorta di collare.
Becco e zampe sono di colore nerastro, mentre gli occhi sono giallini con cerchio perioculare nudo e nerastro anch'esso.

## Biologia
Si tratta di uccelletti vispi e sociali, che all'infuori della stagione degli amori si muovono in piccoli stormi che possono contare fino a 40 esemplari, passando la maggior parte della giornata fra i cespugli alla ricerca di cibo, dimostrandosi molto mobili e vocali, tenendosi in contatto quasi costante mediante i richiami tritonali tipici dei codibugnoli.

### Alimentazione
Il cidibugnolo fuligginoso è un uccello insettivoro, che si nutre perlopiù di piccoli insetti ed altri invertebrati rinvenuti cercando fra le foglie e i rami alla stregua dei regoli: questi uccelli possono inoltre nutrirsi anche di bacche e granaglie.

### Riproduzione
Oltre all'osservazione di una coppia intenta a nutrire dei giovani in maggio, non sussistono altre informazioni circa la riproduzione di questi uccelli, sebbene si abbia motivo di credere che essa non differisca significativamente per modalità e tempistica da quanto osservabile negli altri codibugnoli.

## Distribuzione e habitat
Il codibugnolo fuligginoso è endemico della Cina, della quale popola con areale a mezzaluna la porzione centrale, dal sud del Gansu al Sichuan nord-orientale attraverso Shaanxi meridionale, Hubei occidentale ed Hunan nord-occidentale.
L'habitat di questi uccelli è rappresentato dalla foresta mista temperata e subtropicale, con prevalenza di abeti e salici e presenza di un denso sottobosco deciduo.

## Tassonomia
Sebbene alcuni autori riconoscano una sottospecie scurrula dell'estremità orientale dell'areale, il codibugnolo fuligginoso viene in genere considerato una specie monotipica, che forma una superspecie assieme al codibugnolo fronterossiccia e al codibugnolo ciglianere: in particolare, il codibugnolo fuligginoso condivide molto del proprio DNA mitocondriale con quest'ultima specie, il che farebbe pensare all'ibridazione in tempi remoti fra maschi di codibugnolo ciglianere e femmine di codibugnolo fuligginoso.